# Berliet VL
Der Berliet VL, war ein nur als Chassis erhältliches Pkw-Modell des Fahrzeugherstellers Berliet in Lyon aus dem Jahr 1920, das der Baureihe Berliet 16 CV zugerechnet wird. 

## Geschichte
Das Fahrzeug erhielt seine allgemeine Betriebserlaubnis im August 1920. Es wurde ab spätestens 1921 in Serie gebaut und auch unter dem werbenden Namen „etoile d'argent“ (= „Silberstern“) verkauft. Es kann als Nachfolger des missglückten Berliet VB angesehen werden. Die Scheinwerfer waren kleiner und damit gefälliger, der Radstand von 3,10 auf 3,13 m verlängert. Dennoch konnten zahlreiche Mängel des Vorgängers nicht endgültig beseitigt werden. 1922/23 wurde das Fahrzeug in der Produktion vom Berliet VM abgelöst.

## Technik
Der Berliet VL hatte den leicht modifizierten Vierzylindermotor seines Vorgängers: Bohrung von 90 und Hub von 130 mm, also Hubraum von 3308 cm³, des Tyls MLX. Steuerlich war das Auto mit 16 CV fiscaux eingestuft; die bei 1550/min abgegebene effektive Leistung ist nicht überliefert.
Das Getriebe hatte – wie das des Vorgängers – drei Vorwärtsgänge und einen Rückwärtsgang. Die Spur vorne und hinten maß 1,42 m. Der Antrieb erfolgte über eine Kardanwelle auf die Hinterachse.

## Varianten
Von diesem Fahrzeug gab es zwei Varianten; den Berliet VLA und den Berliet VLB.
Der Berliet VLA war ein Lieferwagen, er erhielt seine allgemeine Betriebserlaubnis im Januar 1921. Er glich in den überlieferten technischen Details völlig dem Berliet VL, hatte den gleichen Motor, allerdings mit etwas gedrosselter Leistung (Höchstdrehzahl 1450/min), und das gleiche Dreiganggetriebe. Seine Nutzlast ist nicht überliefert.
Der Berliet VLB war eine Kleintransportervariante mit einer Nutzlast von 1,5 Tonnen, die ihre allgemeine Betriebserlaubnis ebenfalls im Januar 1921 erhielt. Er hatte die gleichen technischen Daten wie der Berliet VLA, wurde indessen ab April 1923 mit einem Vierganggetriebe ausgestattet.